# Kevin Pollak
Kevin Pollak, född 30 oktober 1957 i San Francisco, Kalifornien, är en amerikansk skådespelare, komiker och imitatör.
Pollak började turnera som professionell stand up-komiker vid 20 års ålder. 1988 fick han en roll i filmen Willow och påbörjade därmed sin skådespelarkarriär. 2009 startade han tillsammans med Jason Calacanis den internetbaserade talkshowen Kevin Pollak's Chat Show där många av de mest kända profilerna i film- och TV-branschen intervjuats. Dessa intervjuer sträcker sig ibland över två timmar.

## Filmografi (urval)
- 1988 – Willow
- 1990 – Avalon
- 1991 – L.A. Story
- 1992 – På heder och samvete
- 1993 – Griniga gamla gubbar
- 1993 – Indiansommar
- 1993 – Wayne's World 2
- 1995 – De misstänkta
- 1995 – Canadian Bacon
- 1995 – Casino
- 1995 – Gamla gubbar – nu ännu grinigare
- 1996 – House Arrest
- 1996 – That Thing You Do
- 1998 – Buffalo '66
- 1999 – She's All That
- 1999 – End of Days
- 2000 – Oss torpeder emellan
- 2000 – Steal This Movie!
- 2001 – Bröllopsfixaren
- 2001 – 3000 Miles to Graceland
- 2002 – Dr. Dolittle 2
- 2002 – Frank McKlusky, C.I.
- 2002 – Juwanna Mann
- 2002 – Nu är det jul igen 2
- 2002 – Stolen summer
- 2004 – Hajar som hajar (röst)
- 2004 – The Whole Ten Yards
- 2005 – Gisslan
- 2005 – The Aristocrats
- 2006 – Shark (TV-serie) (8 avsnitt)
- 2008 – Otis
- 2008 – Picture This
- 2009 – Middle Men
- 2010 – Cop Out
- 2012 – Columbus Circle
- 2014 – Mom (TV-serie)